# 1791

## Esdeveniments
Països Catalans
Resta del món
- 4 de març: El territori de Vermont esdevé el catorzè estat dels Estats Units d'Amèrica
- 14 de juny, França: Es promulga la Llei Le Chapelier, que limita la llibertat d'associació.
- 4 d'agost - Svixtov (Bulgària): s'acaba la guerra austro-turca de 1788-1791 entre l'Imperi Otomà i l'Arxiducat d'Àustria amb la signatura del Tractat de Sistova.
- 22 d'agost-23 d'agost: La Hispaniola: insurrecció dels esclaus. Actualment, se celebra amb el Dia Internacional per al Record del Comerç d'Esclaus i de la seva Abolició. Acabarà produint la independència d'Haití.
- 28 d'octubre: París: La Declaració dels drets de la dona i de la ciutadana, redactada per Olympe de Gouges, es presenta a l'Assemblea Legislativa per a la seva adopció, que és rebutjada.[1]
- El Regne de França adopta un nou codi penal que no criminalitza la sodomia. Esdevé el primer país occidental a no criminalitzar actes homosexuals amb consentiment entre adults.[2]
- Jeremy Bentham és una de les primeres persones a defensar la no criminalització de la sodomia a Anglaterra.[3]

## Naixements
Països Catalans
- La Bisbal del Penedès: Joan Romagosa i Pros, militar carlí.

Resta del món
- 21 de febrer, Viena, Àustria: Carl Czerny, professor de piano, compositor, pianista, teòric i historiador austríac (m. 1857).[4]
- 23 d'abril, James Buchanan, president dels Estats Units (m. 1868).[5]
- 27 d'abril, Charlestown (Massachusetts), EUA) - Samuel Morse, inventor estatunidenc (m. 1872).[6]
- 1 de juny, Bagnacavallo, Itàlia: Maria Maddalena Petraccini, anatomista, metgessa i professora d'anatomia (n. 1859).[7]
- 26 de juliol, Franz Xaver Wolfgang Mozart, compositor austrìac (m. 1844).
- 22 de setembre, Michael Faraday, físic britànic (m. 1867).
- 12 de desembre, Parma, Ducat de Parma: Maria Lluïsa d'Àustria, esposa de Napoleó Bonaparte, Emperadriu de França.[8]
- 26 de desembre, Charles Babbage, matemàtic i inventor britànic (m. 1871).

## Necrològiques
Països Catalans
- 1 de setembre, Barcelona: Jaume Caresmar i Alemany, historiador i eclesiàstic català (n. 1717).[9]
- 3 d'octubre, Barcelona: Maria Francesca Fiveller de Clasquerí i de Bru, la Virreina, que donà nom a dos palaus de Barcelona.[10]

Resta del món
- 14 de maig, Berlínː Francesca Lebrun, soprano i compositora alemanya (n. 1756).[11]
- 1 de juny, Bagnacavallo: Maria Petraccini, anatomista, metgessa i professora d'anatomia italiana, pionera de la cura dels nounats i de les dones en el part (n. 1759).[12]
- 12 d'octubre, Berlín: Anna Louisa Karsch, poeta alemanya, la primera que visqué de la seva obra literària (n. 1722).[13]
- 23 d'agost, Londres: Jeanne de Valois-Saint-Rémy, aventurera francesa, cèlebre perquè participà en l'assumpte del collar (n. 1756).[14]
- 5 de desembre, Viena (Àustria): Wolfgang Amadeus Mozart, compositor austríac (n. 1756).[15]